# نیلس اوستنسون
نیلس اوستنسون (انگلیسی: Nils Östensson; ۲۹ آوریل ۱۹۱۸ – ۲۴ ژوئیهٔ ۱۹۴۹) اسکی‌باز صحرانوردی اهل سوئد بود.